# Amerotyphlops microstomus
Amerotyphlops microstomus es una especie de serpiente que pertenece a la familia Typhlopidae. Es una pequeña serpiente ciega, nativa de la península de Yucatán en México, Guatemala y Belice.